# Essilor
Essilor este o companie franceză din domeniul optic, al cărei produs principal îl reprezintă lentilele.